# Alto Douro borvidék

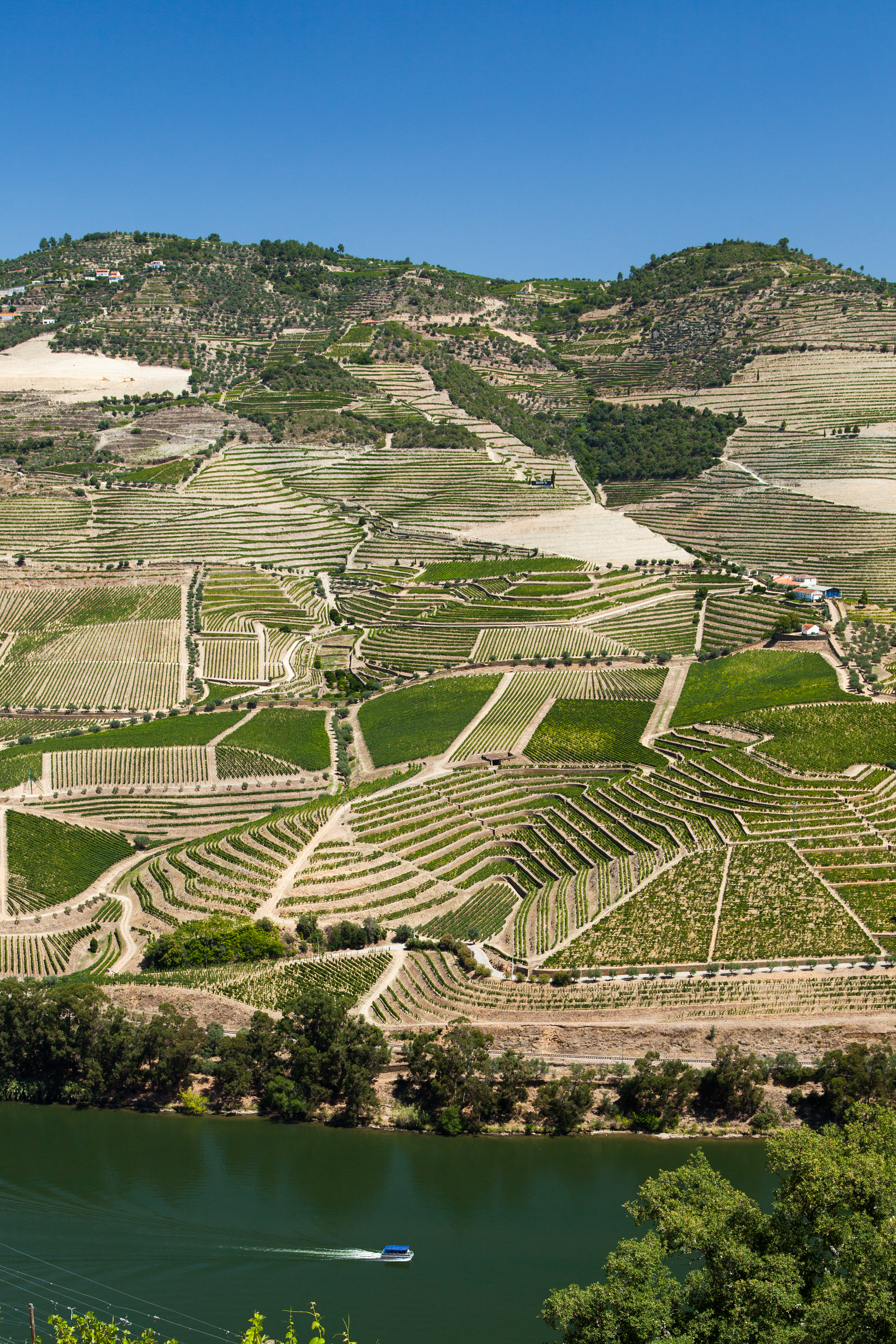
Szőlők a Douro völgyében

Az Alto Douro borvidék Portugália egyik legismertebb borvidéke, a portói borokat adó szőlők termőhelye.

## Földrajzi helyzete
A Douro folyó völgyében, Portótól mintegy 70 km-rel keletre kezdődik, és mintegy 60 km hosszan nyúlik kelet felé, majd a völgy spanyolországi szakaszán folytatódik (Ribeira del Duero borrégió). A völgy alsó szakasza az ugyancsak meglehetősen híres Vinho Verde borvidék.
Területe mintegy 250 000 ha, de ebből csak mintegy 38 500 ha-on termelnek szőlőt.
Három tájegysége:
- Baixo Corgo (nyugati, egyben legkisebb és legcsapadékosabb),
- Cima Corgo,
- Douro Superior.

A bortermelés két központja:
- Régua és
- Pinhão.

## Éghajlata
A vidék éghajlata alapvetően mediterrán: a nyár száraz; az ősz-tél viszonylag esős. A hegyekben telente hó is előfordul; a hőmérséklet nem ritkán -15°C alá süllyed. A tengerparttól távolodva a kontinentális tendenciák mindinkább felerősödnek; a csapadék mennyisége csökken.

## Története
A portói bor nevet a 17. század második felétől használják – azért ez a név terjedt el, mert a bort Porto kikötőjéből szállították az egész világra.
A világ legkorábban kijelölt borvidékeinek egyike; határait 1756-ban állapították meg, amikor Pombal márki a Douro felső folyásánál termelt bor minőségének biztosítására kidolgoztatta a világ első részletes bortörvényét. Ehhez a király rendeletben engedélyezte a Felső-Duero vidéki bortermelők társaságának (Companhia Geral da Agricultura das Vinhas do Alto Douro) megalapítását. A borvidék határait már a társaság szabta meg, és egyúttal részletesen értékelte a termőterületeket. A termesztés helye és a termék minősége szerint rögzítették az árakat, a hamisítókat pedig pénzbüntetéssel sújtották. A visszaesőket megkorbácsolták, majd Angolába száműzték; néhány borpancsolót egyenesen felakasztottak.
A Douro völgyében megtermelt bort egy év „házi” érlelés után hagyományosan gályákon úsztatták le a folyó alsó, hajózható szakaszán a torkolatig, hogy Vila Nova de Gaia pincéiben érleljék tovább. 
A hagyományos módon, teraszosan művelt szőlőknek köszönhetően a borvidéket 2001-ben a (kulturális) Világörökség részévé nyilvánították.

## Termesztett szőlőfajták
Inkább vörös, mint fehér borokat termelnek, és csak ezek egy részét erősítik portói borrá. Ennek megfelelően a mintegy 80, termesztett fajta többsége kékszőlő. A szigorú előírások szinte csak őshonos portugál fajták termesztését engedik meg. A legjelentősebb fajták:
- Touriga Nacional (rendkívül kis hozamú, de hihetetlenül koncentrált, fekete bogyós gyümölcsös és virágos aromákkal),
- touriga franca (robusztus, virágos-piros gyümölcsös karakterű),
- tinta roriz (Spanyolországban tempranillo néven kedvelik),
- tinta cao,
- tinta barroca